# Anumeta cestis
Anumeta cestis är en fjärilsart som beskrevs av Ménétriés 1849. Anumeta cestis ingår i släktet Anumeta och familjen nattflyn. Inga underarter finns listade i Catalogue of Life.